# 至正条格
《至正条格》是元朝的法律之一。
《至正条格》是继《大元通制》之后元朝政府颁布的第三部法律，内容包括了元惠宗至正四年（1344年）之前元朝历代帝王发布的关于法律方面的一系列圣旨条画、律令格例以及司法部门所判案例的汇编。
《至正条格》在明初已经只有残本23卷，到了清朝中期之后已经彻底失传，2002年在韩国发现元刊残本《至正条格》两册，包括“条格”、“断例”各一册，一共25卷。《至正条格》重现于世。
现存残本《至正条格》内容包括元世祖中统元年（1260年）到元惠宗至正四年（1344年）80多年间元朝官方颁布的关于法律方面的圣旨条画、律令格例以及司法部门所判案例的汇编，史實多為《元史》所不載。

## 编修经过
元惠宗至元四年（1338年）三月，命中书平章政事阿吉剌根据《大元通制》编定条格，至元六年（1340年）七月，命翰林学士承旨腆哈、奎章阁学士崾崾等删修《大元通制》，至正五年（1345年）十一月书成，右丞相阿鲁图等入奏，请元惠宗赐名《至正条格》。这部法典共有2909条，其中包括制诏150条、条格1700条、断例1059条。
至正六年农历四月五日（1346年4月26日），《至正条格》中的条格、断例两部分（2759条）颁行天下。
《至正条格》一共在全国范围内使用22年，至正二十八年农历八月二日（1368年9月14日），明军攻克元大都，元朝退回北方草原后，《至正条格》逐渐失传。

## 明朝《永乐大典》中的残本内容简介
明初修《永乐大典》，将《至正条格》收入，但只是残本，原书卷数已不可考究，根据《永乐大典》记载，残本共23卷，分祭祀、户令、学令、选举、仓库、捕亡、赋役、狱官等27目。
清朝乾隆年间修《四库全书》，根据《四库总目提要》记载，《永乐大典》收录的23卷残本《至正条格》相关内容介绍如下：
“凡分目二十七：曰《祭祀》，曰《户令》，曰《学令》，曰《选举》，曰《宫卫》，曰《军防》，曰《仪制》，曰《衣服》，曰《公式》，曰《禄令》，曰《仓库》，曰《厩牧》，曰《田令》，曰《赋役》，曰《关市》，曰《捕亡》，曰《赏令》，曰《医药》，曰《假宁》，曰《狱官》，曰《杂令》，曰《僧道》，曰《营缮》，曰《河防》，曰《服制》，曰《跕赤》，曰《榷货》。
案《元史·刑法志》载，元初平宋，简除繁苛，始定新律。至元二十一年，中书省咨各衙门，将原降圣旨条律，颁之有司，号曰《至元新格》。仁宗时，又以格例条画，类集成书，号曰《风宪宏纲》。英宗时复加损益，书成，号曰《大元通制》。其书之大纲有三：一曰《诏制》，二曰《条格》，三曰《断制》。自仁宗以後，率遵用之，而不及此书。
据欧阳元序，则此书乃顺帝至元四年中书省言，《大元通制》，纂集於延祐乙卯，颁行於至治之癸亥，距今二十馀年。朝廷续降诏条，法司续议格例，简牍滋繁，因革靡常。前後衡决，有司无所质正。往复稽留，吏或舞文。请择老成耆旧、文学法理之臣，重新删定。上乃敕中书专官，典治其事。遴选枢府宪台、大宗正、翰林集贤等官，编阅新旧条格，参酌增损。书成，为制诏百有五十条，格千有七百，断例千五十有九。至正五年书成，丞相阿鲁图等入奏，请赐名曰《至正条格》。其编纂始末，厘然可考。《元史》遗之，亦疏漏之一证矣。原本卷数不可考，今载於《永乐大典》者，凡二十三卷。”　

## 清朝中期后逐渐失传
清修《四库全书》时，从《永乐大典》中辑得23卷的残本。乾隆帝曾翻阅此书，题诗一首；四库馆臣曾引用过残本的《至正条格》对所收《元史》进行考证。但是，《四库全书》只把残本的《至正条格》列入存目，导致此书后来在中国最终失传。
长期以来，国内国际元史研究者均认为《至正条格》已经失传。

## 2002年元刊残本《至正条格》重现于世
2002年在韩国东南部的庆州发现元刊残本《至正条格》两册，包括“条格”、“断例”各一册。由于年代久远，书籍破损严重，经过数年的修复整理，庆州残本《至正条格》在2007年8月由韩国学中央研究院正式整理出版，分影印本和校注本两册。

## 现存残本《至正条格》简介
韩国发现的元刊残本《至正条格》包括条格12卷、断例近13卷，以及断例全部30卷的目录。据统计，条格存374条，断例存426条，总数共计为800条，占《至正条格》颁行总条数(条格加断例一共2759条)的29％。其中现存条格占原条格总数约22％，现存断例占原断例总数约40％。
残本《至正条格》没有全部条格的目录，但通过《四库全书总目》为《至正条格》撰写的提要，可知其条格篇目分别为：祭祀、户令、学令、选举、宫卫、军防、仪制、衣服、公式、禄令、仓库、厩牧、田令、赋役、关市、捕亡、赏令、医药、假宁、狱官、杂令、僧道、营缮、河防、服制、站赤、榷货，共27门，与现在的唐令、金令篇目大多相同。
残本《至正条格》的条格部分依次为第二十三卷《仓库》，第二十四卷《厩牧》，第二十五卷、第二十六卷《田令》，第二十七卷《赋役》，第二十八卷《关市》，第二十九卷《捕亡》，第三十卷《赏令》，第三十一卷《医药》，第三十二卷《假宁》，第三十三卷、第三十四卷《狱官》。据此推断，其条格的总卷数应有40卷到50卷。
残本《至正条格》所存断例目录，包括卫禁、职制、户婚、厩库、擅兴、贼盗、斗讼、诈伪、杂律、捕亡、断狱11门，除缺少唐律、金律的第一门“名例”外，其余的篇目、次序皆与唐律和金律完全相同。
《至正条格》的断例共30卷，现存其前半部分，依次为第一卷《卫禁》，第二卷至第六卷《职制》，第七卷、第八卷《户婚》，第九卷至第十二卷《厩库》，第十三卷(后半阙)《擅兴》。

## 现存残本《至正条格》的重要史料价值
在元朝法律中，断例基本相当于唐朝和金朝的律，条格基本相当于唐朝和金朝的令。这个在断例和条格的篇目上反映的很明显。
新发现的残本《至正条格》，是研究元朝历史和中国古代法制史极为重要的史料。
残本《至正条格》收录了大量元朝后期的法令文书，是研究元朝后期历史的重要史料。
残本《至正条格》所收录至治二年（1322年）以前的元朝文书，虽然时间上和《元典章》重合，所收录延祐三年（1316年）以前的元朝文书，虽然时间上和《通制条格》重合，但是其中有相当一部分内容是这二书以及其他史籍所没有记载的。还有的文书则是这二书以及其他史籍虽有但记载不详，或者记载有误。
《至正条格》很多内容对《大明律》有明显的影响，有助于填补中国古代法律演进过程中的缺环。

### 引用
1. ↑  孔齐《至正直记》卷1“国朝文典”条提到，“大元国朝文典，有《和林志》、《至元新格》、《国朝典章》、《大元通制》、《至正条格》、《皇朝经世大典》、《大一统志》、《平宋录》、《大元一统纪略》、《元真使交录》、《国朝文类》、《皇元风雅》、《国初国信使交通书》、《后妃名臣录》、《名臣事略》、《钱唐遗事》、《十八史略》、《后至元事》、《风宪宏纲》、《成宪纲要》”。
2. ↑  根据韩国学中央研究院2007年8月正式整理出版的残本《至正条格》校注本，书中的《至正条格》条文年代索引，残本《至正条格》中收录的官方文件，最早的颁布于元世祖中统元年（庚申年，1260年），最晚颁布于元惠宗至正四年（1344年）。
3. ↑  根据欧阳玄《至正条格序》（《圭斋集》卷7， 四部丛刊初编本）记载，“至元四年(公元l338年)戊寅三月二十六日，中书省臣言：‘《大元通制》为书，缵集于延韦占之乙卯，颁行于至治之癸未(亥)。距今二十余年。朝廷续降诏条，法司续议格例，岁月既久，简牍滋繁，因革靡常，前后衡决，有司无所质正。往复稽留，奸吏舞文。台臣屡以为言，请择老成耆旧文学法理之臣，重新删定为宜。’”……“台臣屡以为言。”
4. ↑  根据欧阳玄《至正条格序》（《圭斋集》卷7， 四部丛刊初编本）记载，“上乃敕中书专官典治其事，遴选枢府、宪台、大宗正、翰林集贤等官明章程习典故者，遍阅故府所藏新旧条格，杂议而圜听之，参酌比校，增损去存，务当其可。书成，为《制诏》百有五十，《条格》千有七百，《断例》千五十有九。至正五年冬十一月十有四日，右丞相阿鲁图……等入奏，请赐其名曰：《至正条格》。上曰：‘可。’既而群臣复议曰：‘《制诏》，国之典常，尊而阁之，礼也……《条格》、《断例》，有司奉行之事也……请以《制诏》三本，一置宣文阁，以备圣览，一留中书，一藏国史院。《条格》、《断例》，申命锓梓示万方。’上是其议。”
5. ↑  　2009年11月27日下午，北京大学中国古代史研究中心举行了2009年度教育部人文社会科学重点研究基地重大项目“《至正条格》与元代法制研究”开题研讨会，里面提到，《至正条格》是2002年在韩国庆州新发现的一部非常重要的元代史料。中国古代史研究中心基地重大项目“《至正条格》与元代法制研究”开题研讨会综述 （页面存档备份，存于）
6. ↑  残本《至正条格》简介内容，参考北京大学历史系 张帆教授的论文：《重现于世的元代法律典籍 ——残本<至正条格>》
7. ↑  以下内容节选自北京大学历史系 张帆教授的论文：《重现于世的元代法律典籍 ——残本<至正条格>》: “现存元代法令文书汇编中，《通制条格》和《元典章》以收录文书数量多、范围广著称，但两书收载下限分别只到仁宗延祐三年(1316)和英宗至治二年(1322)。至治二年以后的文书，虽在《宪台通纪》、《南台备要》、《经世大典》残卷(见于《永乐大典》)中有一些收载，但局限于监察、驿站、漕运等主题，内容不够广泛，数量也比较有限。而《至正条格》选录的文书，下限一直收到顺帝至正四年(1344)，其中有近40％在至治二年以后，内容涉及政治、经济、法律、军事、文化等不同方面，绝大部分都是我们以前不知道的新材料。
例如条格《捕亡》门“防盗”第二条，记载顺帝至元三年(1337)刑部根据监察御史意见拟定的“防御盗贼事理”四款，间接反映了当时江南地区的动荡形势。断例《卫禁》门“肃严宫禁”第二条，记载泰定四年(1327)上都留守司向泰定帝的奏事，述及上都的商业状况，颇足珍视。断例《户婚》门“僧道不许置买民田”条，是残本《至正条格》年代最晚的文书之一，记载元廷针对寺观经济恶性膨胀的背景，于至正四年发布禁止寺观购买民间土地的禁令，为以往任何史料所未言及。断例《厩库》门所载文宗至顺元年(1330)颁行的“检闸昏钞”条(三款)、顺帝至元四年颁行的“关防漕运”条(十一款)、至正三年颁行的“漕运罪赏”条(二十四款)，也都是以前没有见到的重要史料。
还有一些史实，过去仅知大略而不得其详，也可以通过残本《至正条格》得到重要的补充。例如《元史》卷34《文宗纪三》记载：至顺元年十一月“辛丑，征河南行省民间自实田土粮税，不通舟楫之处得以钞代输”。这是针对仁宗延祐年间在河南清查出的隐漏土地征税的举措。有关命令详见于残本《至正条格》条格《田令》门“河南自实田粮”第二条，其中提到在河南查出已经确认的隐漏土地共有435815馀顷，可耕而未耕的土地共有151690馀顷，这两个数字是我们以往不了解的。又如《元史》卷29《泰定帝纪一》记载：泰定二年(1325)十二月“丁亥，……申禁图谶，私藏不献者罪之”。但所禁“图谶”包括哪些书，并未明言。、残本《至正条格》断例《职制》门“隐藏玄象图谶”第一条，则详细开列了此次“申禁图谶”的图书清单，共达五十馀种，为研究元代文化史提供了重要信息。”
8. ↑  以下内容节选自北京大学历史系 张帆教授的论文：《重现于世的元代法律典籍 ——残本<至正条格>》: “ 例如条格《狱官》门“恤刑”条，系成宗大德八年(1304)中书省批准的刑部呈文，长达约2900字，详细记载了当时监狱管理中种种触目惊心的严重弊端，提出整顿措施10条，是研究元朝法制史的重要资料。条格《赋役》门“云南差发”条，为仁宗延祐四年(1317)中书省奏事，述及云南行省动用军队征收民间科差的举措，应当引起云南地方史研究者的关注。断例《职制》门“和雇和买违法”条，则是延祐二年中书省根据御史台呈文拟定的判决通例，针对大都路地方官在和雇和买活动中的各类徇私舞弊、亏官害民行为制定了具体的惩罚标准，对于了解元朝的和雇和买制度和吏治状况很有帮助。这些资料，《元典章》和《通制条格》均未收载，其他书里也没有看到。
虽见于他书而记载不详的材料，如断例《厩库》门“盐课”、“铁课(第一条)”和“茶课”三条文书，实际上就是元廷在所颁发盐引、铁引和茶引上印刷的文字，盐引文字共分9款，铁引7款，茶引6款。《元史》卷104《刑法志三食货》虽有其节略内容，《元典章》亦载有其中一些单独的款项，但完整的盐引、铁引和茶引文字，毕竟只有在《至正条格》中才能看到。又如《元史》卷103《刑法志二职制下》云：“诸鞫狱不能正其心，和其气，感之以诚，动之以情，推之以理，辄施以大披挂及王侍郎绳索，并法外惨酷之刑者，悉禁止之。”提到的两种酷刑，“王侍郎绳索”的解释已见于《元典章》卷40《刑部二刑狱狱具禁断王侍郎绳索》，“大披挂”则一向不得其解。残本《至正条格》条格《狱官》门“非理鞠囚”第一条所载世祖至元九年(1372)文书，则明确记载了“大披挂”的含义，即“将犯人枷立”，“上至头髻，下至两膝，绳索拴缚，四下用砖吊坠，沉苦难任”。《元史》卷18《成宗纪一》记载：至元三十一年(1294)十一月“壬子，诏以军民不相统壹，罢湖广、江西行枢密院，并入行省”。残本《至正条格》条格《捕亡》门“捕草贼不差民官”条，则记述了这一措施出台的背景，即江西行省、行院在镇压抗元活动时互相推诿的情况。凡此种种，有裨于治史甚多。
即使是全文已见于他书收录的文书，也仍然有校勘的价值。例如条格《关市》门“和雇和买”第六条：
至大四年三月，诏书内一款节该：“诸王、驸马经过州郡，从行人员多有非理需索，官吏夤缘为奸，用一鸠百，重困吾民。自今各体朝廷节用爱民之意，一切惩约，毋蹈前非。其和雇和买，验有物之家随即给价，克减欺落者，从监察御史、肃政廉访司体察究治。”
这条文件几乎一字不差地出现在《通制条格》卷18《关市》门“和雇和买”第七条，惟独年代作“至元四年”。哪一个正确呢?可以在《元史》中找到旁证。卷34《仁宗纪一》：“(至大四年三月)庚寅，即皇帝位于大明殿，受诸王百官朝贺，诏曰：‘……诸王、驸马经过州郡，不得非理需索，应和顾和买，随即给价，毋困吾民。’”这显然就是上面所引“诏书内一款节该”，无疑《至正条格》是正确的，《通制条格》本条的“至元”应校改为“至大”。”
9. ↑  以下内容节选自北京大学历史系 张帆教授的论文：《重现于世的元代法律典籍 ——残本<至正条格>》: “《唐律》是中国中古时代法典的集大成之作，影响十分深远。宋朝除宋初照抄《唐律》的《重详定刑统》(今称《宋刑统》)外，没有颁布过正规的刑律。金朝颁行《泰和律》，篇目一遵唐旧，条文则有少量变动，惜已亡佚，无法进行具体的对比。再下面一部刑律，就要数到《大明律》了。与《唐律》相比，《大明律》的结构发生了变化，由十二篇变为七篇三十门，条文也进行了比较多的增删分并，可以说面目大异。唐、明律的比较研究，自晚清薛允升《唐明律合编》、沈家本《明律目笺》以来，成为中国古代法制史研究的重要课题。而残本《至正条格》的“断例”部分，可以在这方面提供重要的帮助。尽管断例的文字表述形式与律不同，但篇目、条目仍与前后朝代的律典有明显联系。可以注意到一个有趣现象，《至正条格》断例的篇目仍沿《唐律》之旧，但在各篇的条目上却往往与《大明律》更加接近。兹举有关婚姻的条文为例。《唐律》“户婚”门有关婚姻的条文共21条，《大明律》“户律”的“婚姻”门共18条。后者条数虽少，但基本囊括了前者21条的内容，同时却有6条内容为《唐律》所无。这6条分别是：典雇妻女、逐婿嫁女、强占良家妻妾、娶乐人为妻妾、僧道娶妻、蒙古色目人婚姻。6条之中，典雇妻女、逐婿嫁女、娶乐人为妻妾、僧道娶妻4条，《至正条格》断例的“户婚”门均已专设条目，而“蒙古色目人婚姻”一条，显然也与元朝背景有关。从这个角度看，《至正条格》对《大明律》有比较明显的影响。相信在这方面，学者还大有深入探讨的馀地。”